# Laki Péter (színművész)
Laki Péter (Szolnok, 1989. május 31. –) magyar színész, operetténekes.

## Életpályája
1989-ben született. 2003-2007 között a szolnoki Széchenyi István Gimnázium tanulója volt, mellette az Ádám Jenő Zeneiskolában is tanult. A Szegedi Tudományegyetem történelem szakán diplomázott. 2012-től rendszeresen szerepel a Budapesti Operettszínház előadásaiban, valamint vidéki teátrumokban is. 2013-ban felvételt nyert a Pesti Broadway Stúdióba.

## Főbb színházi szerepei
- A chicagói hercegnő (Mr. James Bondy)
- A víg özvegy (Nyegus)
- Lady Budapest (Robi)
- Luxemburg grófja (Blissard)
- Maya (Dixi)
- A denevér (Alfréd)
- Mária főhadnagy (Zwickli Tóbiás, Jancsó Bálint)
- Csárdáskirálynő (Bóni)
- Marica grófnő (Zsupán)
- Szöktetés a szerájból (Pedrillo)
- A víg özvegy (Nyegus)
- Hegedűs a háztetőn (Szása, Motel Kamzolj)
- Rozsda Lovag és Fránya Frida (Rozsda lovag)
- A mosoly országa (Hatfaludy Ferenc gróf)
- Mágnás Miska (Baracs István)
- Mária evangéliuma (Füles)

## Díjai
- Honthy-díj (2022)
- 2021 Musicum Laude Énekverseny Legjobb Mozart-énekes különdíj